# Comunitat de comunes Les Portes de l'Île-de-France
La Comunitat de comunes Les Portes de l'Île-de-France (oficialment: Communauté de communes Les Portes de l'Île-de-France) és una Comunitat de comunes del departament d'Yvelines, a la regió de l'Illa de França.
Creada al 2017, està formada per 19 municipis i la seu es troba a Freneuse.

## Municipis
1. Bennecourt
2. Blaru
3. Boissy-Mauvoisin
4. Bonnières-sur-Seine
5. Bréval
6. Chaufour-lès-Bonnières
7. Cravent
8. Freneuse
9. Gommecourt
10. Jeufosse
11. Limetz-Villez
12. Lommoye
13. Ménerville
14. Moisson
15. Neauphlette
16. Port-Villez
17. Saint-Illiers-la-Ville
18. Saint-Illiers-le-Bois
19. La Villeneuve-en-Chevrie